# Delicate
"Delicate" é uma canção gravada pela cantora e compositora norte-americana Taylor Swift para o seu sexto álbum de estúdio Reputation (2017). Foi lançada em 12 de março de 2018, como o quarto é último single oficial do álbum nos Estados Unidos . Swift escreveu a música com os produtores Max Martin e Shellback. "Delicate" é uma canção dos gêneros electropop e pop, cuja letra fala sobre "o que acontece  quando você conhece alguém que você quer muito em sua vida e aí você começa a se preocupar com o que a pessoa ouviu falar de você antes de te conhecer". A faixa foi regravada nos estúdios Tracking Room, em Nashville, para a participação de Taylor na série Spotify Singles.

## Composição
"Delicate" foi escrita por Swift, Max Martin e Shellback, e foi produzida pelos dois últimos. "Delicate" tem duração de três minutos e 52 segundos; e tem um ritmo de 95 batimentos por minuto. Swift a canta no tom de Dó maior, com seus vocais abrangendo de Sol3 a Lá4. Musicalmente, a faixa foi descrita como uma "canção de amor electropop". A cantora considerou usar o vocoder para criar um som "emotivo" e "vulnerável" para a faixa. Ela explica que a canção é sobre "o que acontece quando você conhece alguém que você realmente quer na sua vida e então você começa a se preocupar com o que a pessoa ouviu sobre você antes de te conhecer. E também é sobre se preocupar que o cara de quem ela gosta vai gostar dela por quem ela realmente é e não vai se preocupar com a perspectiva da mídia sobre ela".

## Videoclipe

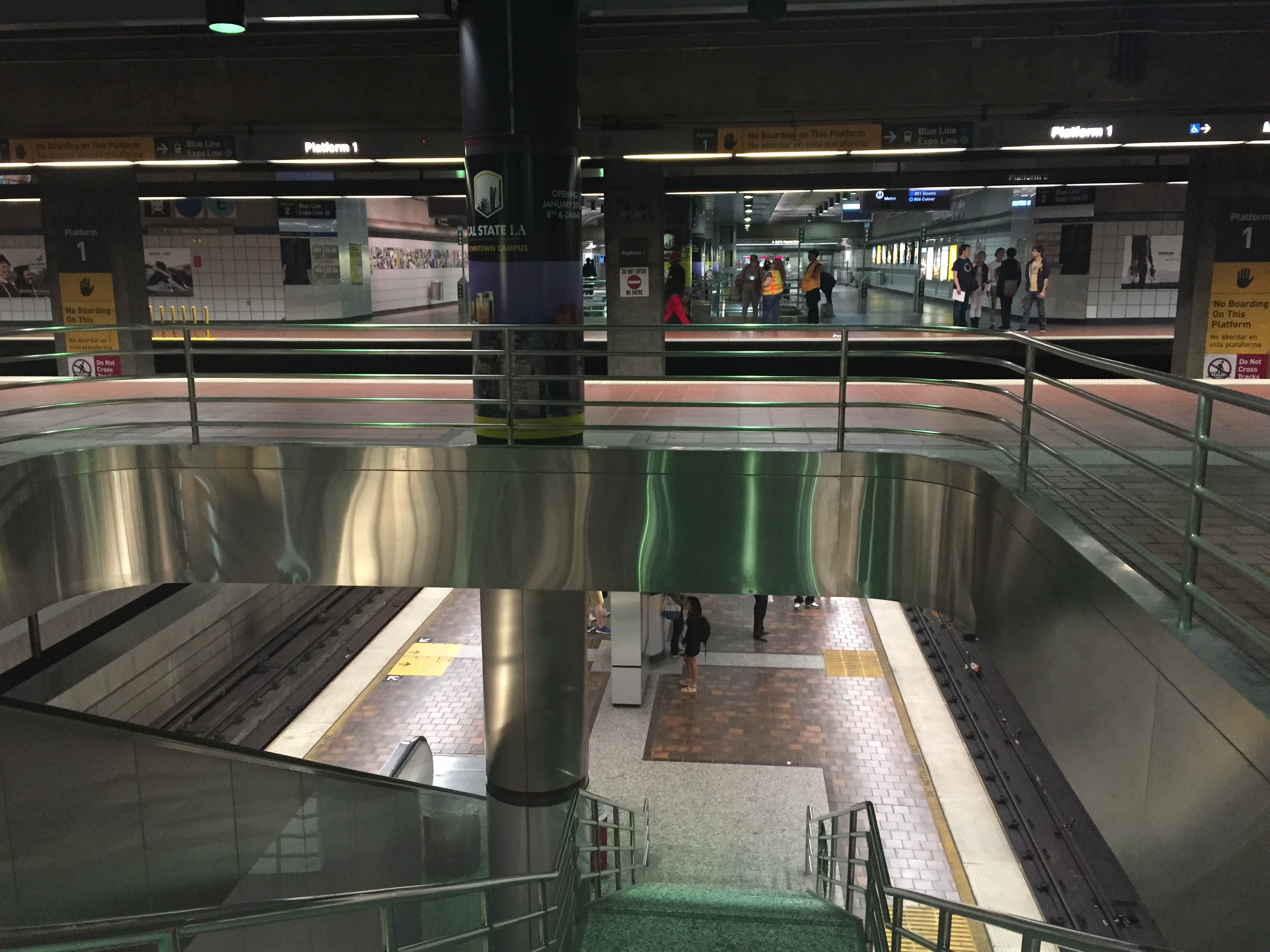
Platforms of the 7th/Metro Center LACMTA station in Downtown Los Angeles, California in 2016. The tracks for the Blue and Expo Lines cross over the tracks for the Red and Purple Lines.

O videoclipe de "Delicate" estreou em 11 de março de 2018, durante o iHeartRadio Music Awards de 2018, após Taylor receber seu prêmio de "Artista Feminina do Ano". Dirigido por Joseph Kahn, a produção foi filmada em diversos locais de Los Angeles, incluindo o Millennium Biltmore Hotel, o Los Angeles Theatre, a estação 7th Street/Metro Center, o St. Vincent's Court, um beco localizado logo atrás do Los Angeles Theatre, e o Golden Gopher. O vídeo mostra Swift descobrindo que ficou invisível após um homem misterioso lhe entregar uma bilhete, e é uma sátira e um simbolismo de Taylor sendo ela mesma pela primeira vez, e não se importando com a forma como os outros a vêem. O vídeo ganhou quase 13 milhões de visualizações nas primeiras 24 horas de seu lançamento.

### Sinopse
Swift é vista pensativa no tapete vermelho, até que hordas de repórteres empurrarando microfones para ela chamam sua tenção. Uma figura misteriosa coloca um pedaço de papel em suas mãos. Num elegante saguão de hotel, as pessoas se voltam e olham fixamente para ela enquanto ela caminha cercada por quatro guarda-costas. Enquanto tenta tirar uma foto com fãs, um funcionário do hotel tenta agarrá-la e a segurança arrasta-o para longe dela. Swift revira os olhos e continua andando com a equipe de seguranças, testando como eles imitam todos os seus movimentos.
No toalete, ela faz caras engraçadas em frente ao espelho antes de ser interrompida por um grupo de mulheres: ao se virar de volta ao espelho, ela não vê mais seu reflexo. Encantada, ela começa a dançar, indo do hotel para o metrô de Los Angeles e ruas encharcadas pela chuva. Ensopada, mas feliz, ela chega ao bar decadente que ela menciona na canção. As pessoas se voltam para olhá-la quando ela entra, e ela percebe que não é mais invisível - ela reconhece alguém lá e sorri.

### Vídeo vertical
Em 30 de março de 2018, Swift lançou um videoclipe alternativo, exclusivamente na plataforma Spotify, o qual foi disponibilizado para usuários dos EUA, Reino Unido, Suécia e América Latina. O vídeo foi filmado em uma única tomada em formato vertical e mostra Swift andando e cantando a canção em um parque.

## Recepção crítica
Delicate recebeu análises predominantemente positivas da crítica especializada. Geoff Nelson, do site Consequence of Sound, declarou a faixa como um dos momentos mais fortes de Reputation, juntamente com "Gorgeous" e "Call It What You Want". Zach Schonfeld, da revista Newsweek, chamou-a de "o primeiro momento real de vulnerabilidade do álbum", e consegue tal feito ao "descascar toda a bravura e a agressão do EDM das faixas iniciais". Em uma crítica também positiva, Roisin O'Connor do site The Independent afirmou que "Taylor Swift produziu algumas das suas composições mais honestas e diretas até hoje", e "Delicate" foi um dos melhores exemplos disso".
Rob Sheffield, da revista Rolling Stone, classificou-a como a canção número um de 2017, e a canção também foi incluída na lista "As 17 Melhores Canções de Pop de 2017" da revista Vanity Fair, afirmando que "mesmo em meio ao seu ataque mais público, Taylor Swift possui uma arma secreta que a separa da competição: uma habilidade de escrita verdadeiramente irrepreensível".

## Desempenho nas tabelas musicais
Nos Estados Unidos, após seu lançamento como single, "Delicate" estreou na posição de número 84 na parada Billboard Hot 100. Na semana seguinte, ela subiu um pouco, chegando à 66ª colocação. Atingiu seu pico na parada na posição 12, aumentando o recorde de Swift de musicas no top 20 da parada. A canção também estreou na 24ª colocação na parada Adult contemporary, tornando-se o single de estreia mais bem colocado da semana. O single chegou à posição de número 18 na parada Adult Top 40, após ter estreado na  37ª colocação. A faixa também estreou no 32º lugar na parada Mainstream Top 40, chegando à posição de número 27 na semana seguinte.
No Canadá, após o lançamento de Reputation, a canção estreou na posição de número 98 na parada Canadian Hot 100, e saiu da parada na semana seguinte. Após seu lançamento como single, a faixa re-entrou na parada na 44ª posição, tornando-se a quinta canção consecutiva de Reputation a estrear e chegar ao Top 50 da parada. Na semana seguinte, ela subiu à posição de número 38.
A canção também estreou na 87ª posição no Reino Unido, e depois caiu para a 91ª na semana seguinte. Na Austrália, o single estreou na posição de número 56, chegando à 38ª posição na semana seguinte.

### Posições
| Tabela musical (2017–18)                     | Melhor posição |
| -------------------------------------------- | -------------- |
| Austrália (ARIA Charts)                      | 28             |
| Áustria (Ö3 Austria Top 40)                  | 70             |
| Bélgica (Ultratip de Flandres)               | 4              |
| Bélgica (Ultratip da Valônia)                | 4              |
| Canadá (Canadian Hot 100)                    | 26             |
| Escócia (The Official Charts Company)        | 51             |
| Eslováquia (IFPI Slovenská Republika)        | 44             |
| Estados Unidos (Billboard Hot 100)           | 12             |
| Estados Unidos (Pop Songs)                   | 1              |
| Estados Unidos (Adult Pop Songs)             | 1              |
| Estados Unidos (Adult Contemporary)          | 1              |
| França (SNEP)                                | 168            |
| Grécia (IFPI Grécia)                         | 33             |
| Honduras (Monitor Latino)                    | 11             |
| Irlanda (IRMA)                               | 31             |
| Nova Zelândia (NZ Top 40 Singles)            | 35             |
| Portugal (Associação Fonográfica Portuguesa) | 66             |
| Reino Unido (UK Singles Chart)               | 50             |
| Chéquia (IFPI Česká Republika)               | 31             |
| Suíça (Schweizer Hitparade)                  | 88             |
| Venezuela (National-Report)                  | 69             |

### Certificações
| País (Empresa)        | Certificação |
| --------------------- | ------------ |
| Estados Unidos (RIAA) | 2× Platina   |

## Histórico de lançamento
| País           | Data                | Formato                          | Gravadora(s)          |
| -------------- | ------------------- | -------------------------------- | --------------------- |
| Estados Unidos | 12 de março de 2018 | Rádios hot adulto-contemporâneas | Big Machine Republic  |
| Estados Unidos | 13 de março de 2018 | Rádios adulto-contemporâneas     | Big Machine Republic  |
| Itália         | 20 de abril de 2018 | Rádios adulto-contemporâneas     | Universal Music Group |
| Reino Unido    | 20 de abril de 2018 | Rádios adulto-contemporâneas     | Big Machine Republic  |